# Reichsfeld
Reichsfeld ist eine französische Gemeinde mit 295 Einwohnern (Stand 1. Januar 2021) im Département Bas-Rhin in der Europäischen Gebietskörperschaft Elsass und in der Region Grand Est. Das Dorf liegt am östlichen Rand der Vogesen.
Das Wappen des 1323 erstmals unter dem Namen Richtenzeveld erwähnten Ortes zeigt den heiligen Urban als Ortspatron mit einem Buch in der Rechten und einer Weintraube in der Linken, was darauf schließen lässt, dass der Weinbau in Reichsfeld eine lange Tradition hat.
Von 1871 bis zum Ende des Ersten Weltkrieges gehörte Reichsfeld als Teil des Reichslandes Elsaß-Lothringen zum Deutschen Reich und war dem Kreis Schlettstadt im Bezirk Unterelsaß zugeordnet.

## Bevölkerungsentwicklung
| Jahr      | 1910 | 1962 | 1968 | 1975 | 1982 | 1990 | 1999 | 2008 | 2013 |
| Einwohner | 396  | 247  | 253  | 239  | 247  | 295  | 293  | 308  | 298  |

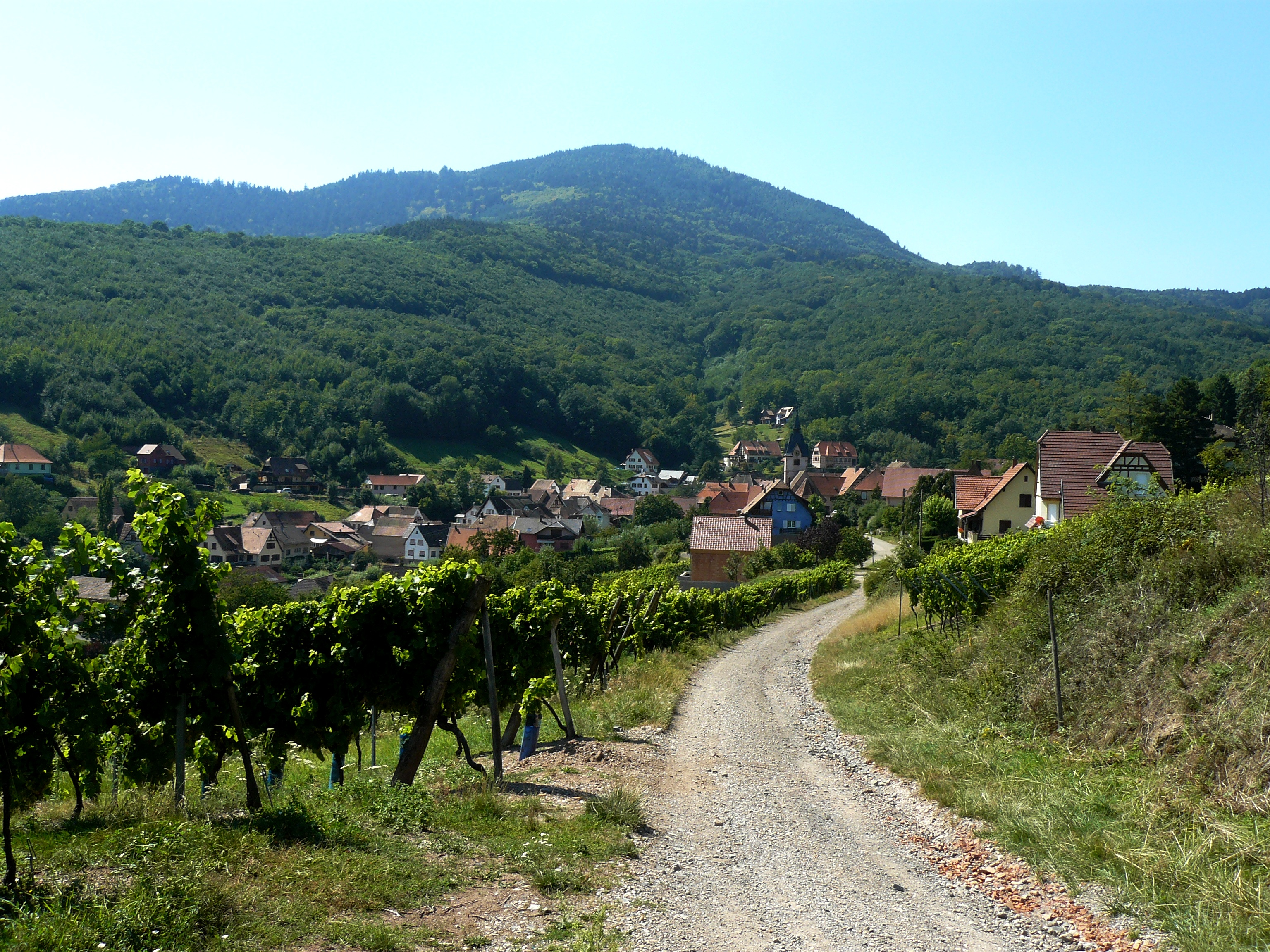
Ortsansicht
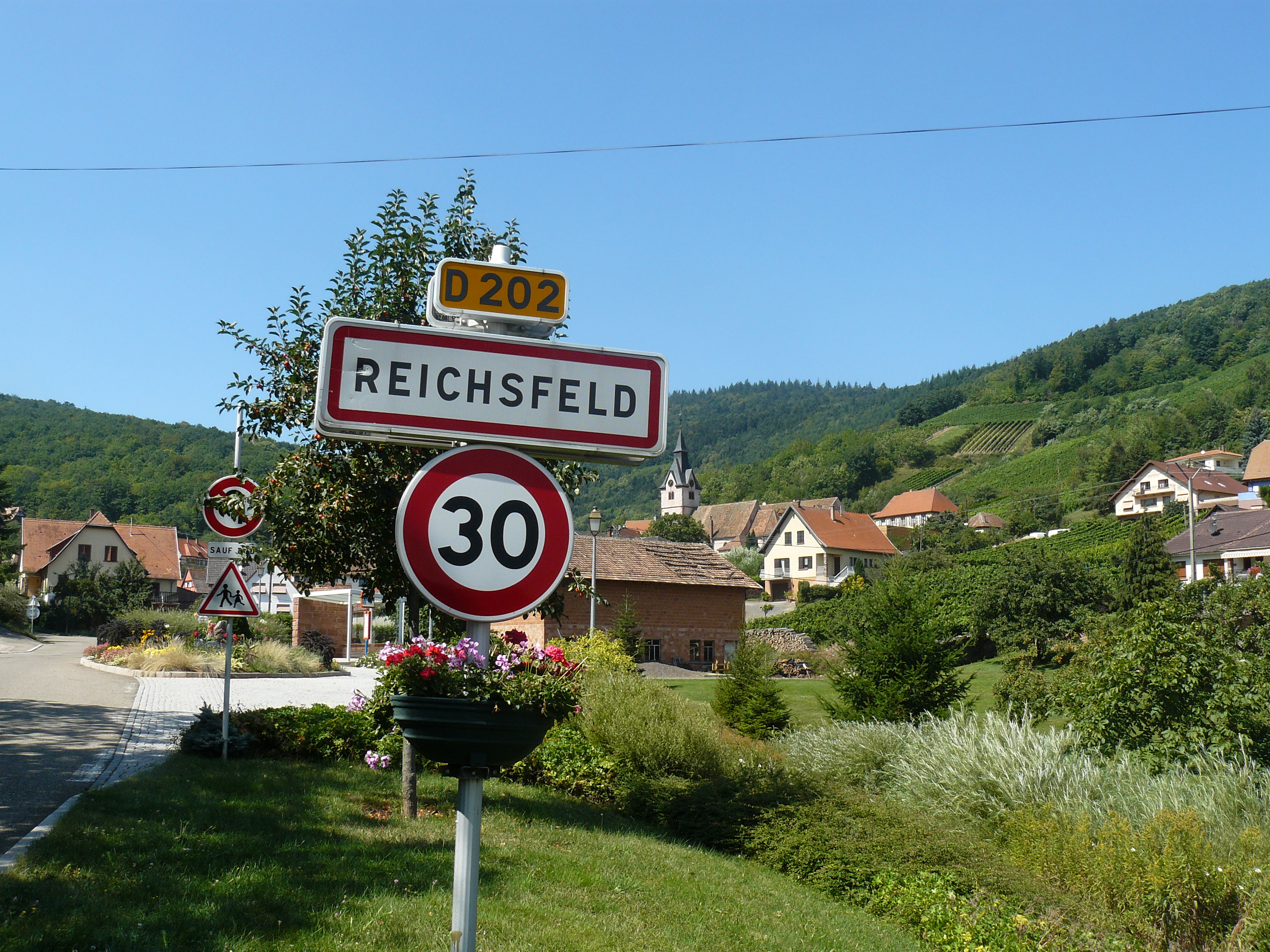
Ortseingang
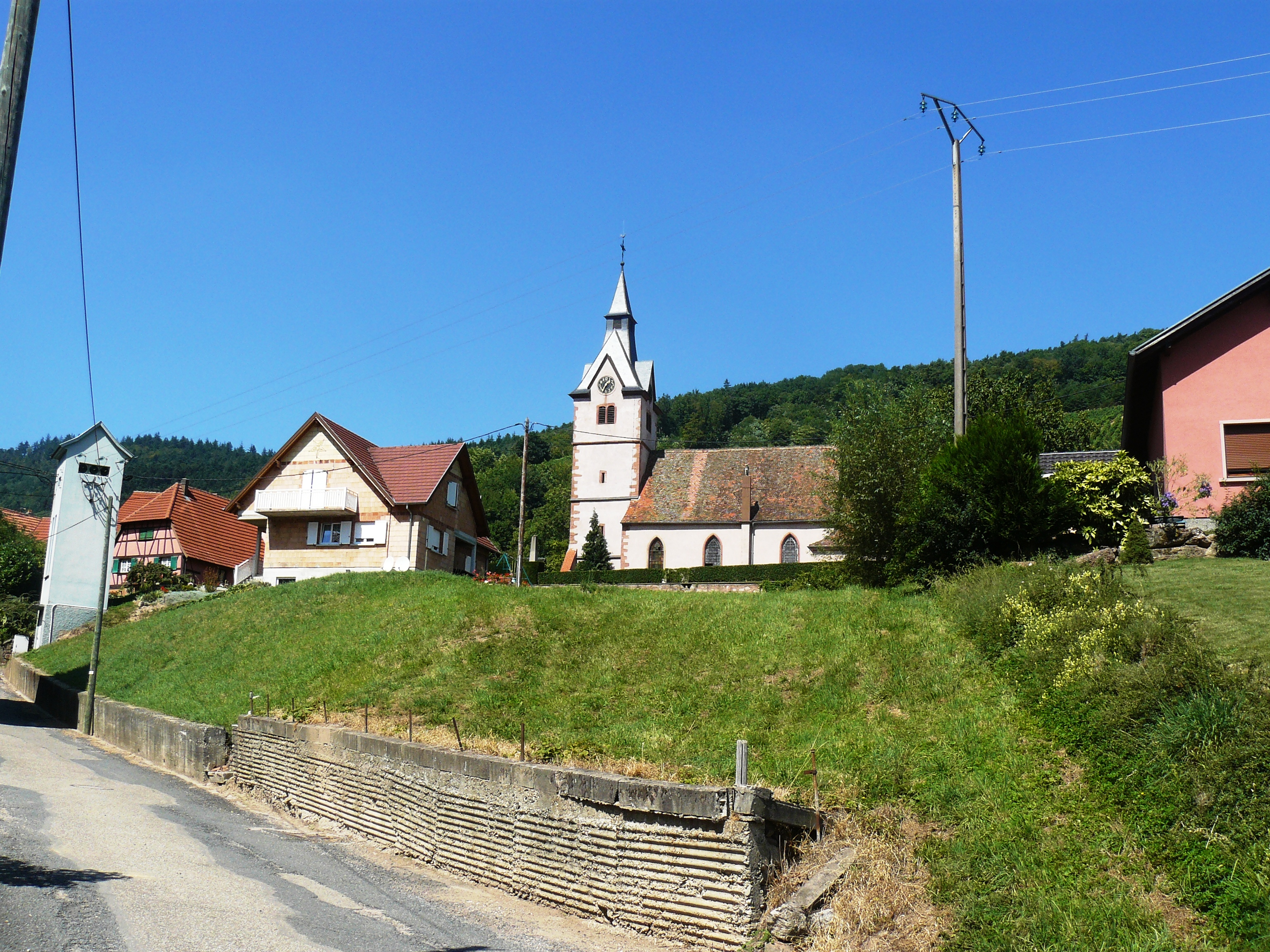
Kirche Saint-Urbain
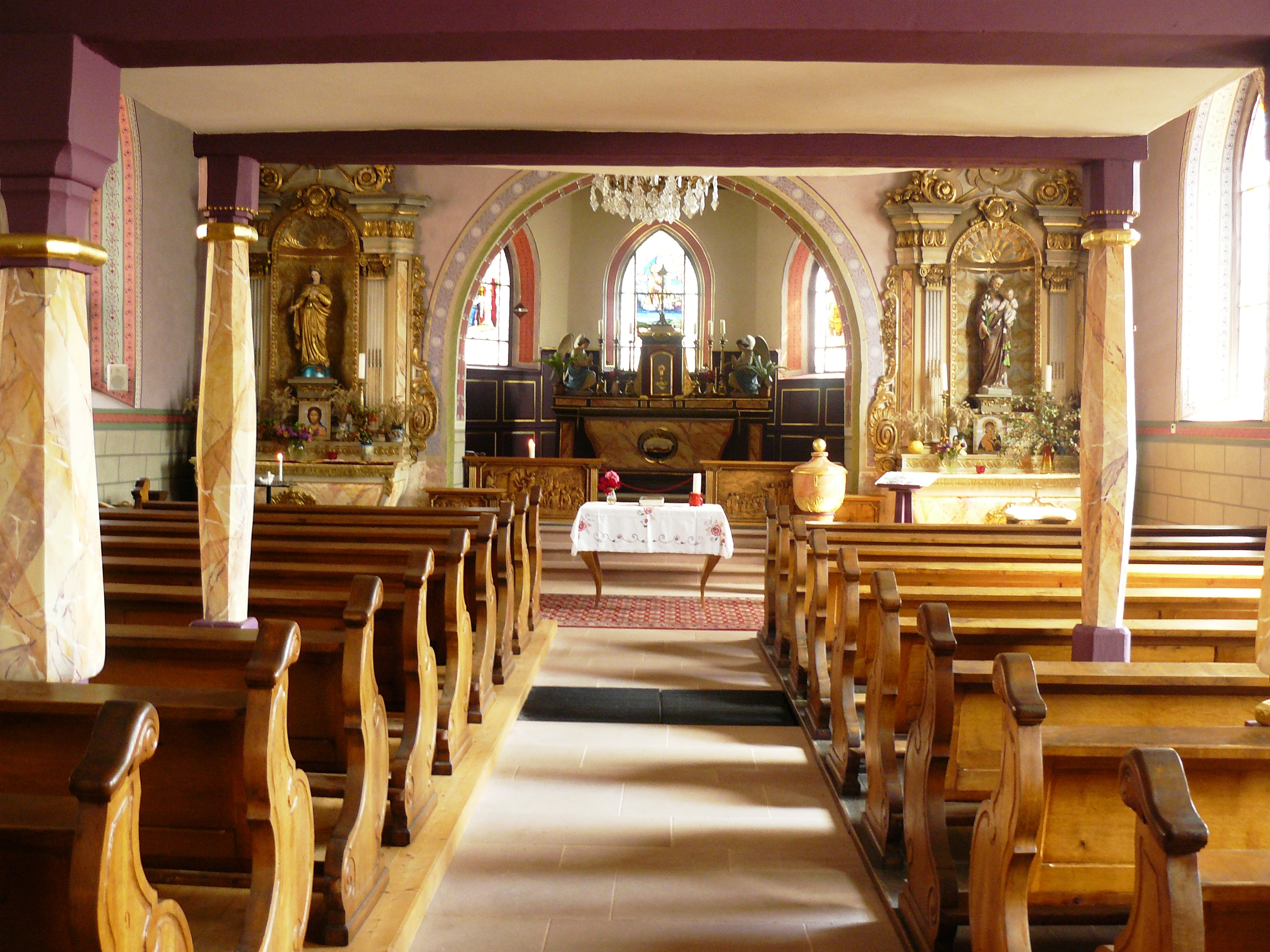
Kirche Saint-Urbain (Innenansicht)